# Nedumbassery
Nedumbassery är en ort i Indien.   Den ligger i distriktet Ernākulam och delstaten Kerala, i den södra delen av landet, 2 100 km söder om huvudstaden New Delhi. Nedumbassery ligger 7 meter över havet och antalet invånare är 28 607.
Terrängen runt Nedumbassery är mycket platt. Runt Nedumbassery är det mycket tätbefolkat, med 1 056 invånare per kvadratkilometer. Närmaste större samhälle är Kalamassery, 13,4 km sydväst om Nedumbassery. Trakten runt Nedumbassery består till största delen av jordbruksmark.